# Vărădia de Mureș
Vărădia de Mureș – wieś w Rumunii, w okręgu Arad, w gminie Vărădia de Mureș. W 2011 roku liczyła 558 mieszkańców. 